# محمد العمري (لاعب كرة قدم مواليد 1991)
محمد العمري مواليد 26 نوفمبر 1991، هو لاعب كرة قدم سعودي يلعب حالياً لنادي نيوم كظهير أيسر.

## مسيرة اللاعب
كانت بداياته مع نادي الاتحاد و لعب بعدها مع نادي الرائد ونادي الوحدة ونادي الفيصلي ونادي نيوم.

## روابط خارجية
- محمد العمري على موقع قاعدة بيانات كرة القدم.إي يو (الإنجليزية)
- محمد العمري على موقع Soccerway.com (الإنجليزية)